# Клоппенбург (район)
Клоппенбург (нім. Cloppenburg) — район у Німеччині, у складі федеральної землі Нижня Саксонія. Адміністративний центр — місто Клоппенбург.

## Населення
Населення району становить 173 980 осіб (станом на 31 грудня 2021).

## Адміністративний поділ
Район складається з 3 міст і 10 громад (нім. Einheitsgemeinden).
Дані про населення наведені станом на 31 грудня 2021.
| 1. Барсель (13301) 2. Безель (8550) 3. Гаррель (15428) 4. Емстек (12351) 5. Ессен (9062) 6. Затерланд (14079) 7. Каппельн (7358) 8. Клоппенбург (місто) (36183) 9. Ластруп (7315) 10. Ленінген (місто) (13592) 11. Ліндерн (4948) 12. Мольберген (9201) 13. Фрізойте (місто) (22612) |